# Saint-Damien-de-Buckland
| Saint-Damien-de-Buckland               |                        |
| Eglise de Saint-Damien-de-Buckland.jpg |                        |
| Coordenadas: 46º38'N, 70º40'W          |                        |
| Província                              | Quebec                 |
| Região administrativa                  | Chaudière-Appalaches   |
| Incorporado em                         | 30 de dezembro de 1890 |
| Prefeito                               | Hervé Blais            |
| Código postal                          | 19030                  |
|                                        |                        |
| Área                                   |                        |
| - Cidade                               | 85,17 km², 34,06 mi²   |
| Fuso horário                           | UTC -5                 |
| População (2006)                       |                        |
| - Cidade                               | 2.213                  |
| - Densidade                            | 26 hab/km², 65 hab/mi² |
| Website: www.saint-damien.com/         |                        |

Saint-Damien-de-Buckland é uma municipalidade canadense do conselho municipal regional de Bellechasse, Quebec, localizada na região administrativa de Chaudière-Appalaches. Em sua área de pouco mais de 85 km2, habitam cerca de 2 200 pessoas. Teve seu nome em homenagen aos santos Cosme e Damião.